# 쿤스트페라인
쿤스트페라인(독일어: Kunstverein)은 현대 미술과 미술에 관심이 있는 관객 사이에서 중개하는 역할로, 주로 미술 전시 그리고 특히 회원에게 작품 판매를 하는 야레스가벤(독일어: Jahresgaben)이란 형태를 통하여 작가들의 활동을 지원하고 후원한다. 그들은 일반적으로 비영리 및 등록협회의 법형식으로 관리된다. 독일에는 지역과 지방 영역에 따라 독일 미술협회 단체(Arbeitsgemeinschaft Deutscher Kunstvereine)에 연합되어 있으며 120,000명의 회원과 300개가 넘는 미술협회가 있다. 일부 미술협회는 그들의 공간에서 대여화랑을 운영하기도 한다. 

## 역사
최초의 미술협회는 1800년에서 1840년 사이에 예술가와 발전을 추구하는 시민들에 의해 설립되었다. 그들의 목표는 현대 미술에 관심이 있는 사람들과 현대 미술 제작에 대한 정보를 주는 것과 실제 예술 작품을 판매하는 것이었다. 문화를 다루고 예술을 수집하는 것은 귀족에게만 국한되지 않아야 했다. 미술협회를 포함한 협회는 해방운동의 표현이었으며, 현대 민주주의 사회로 나아가는 한걸음이었고, 신분제 국가에 반하는 자유로운 조합 형태였다. 가장 오래된 미술협회로는 뉘른베르크(Nürnberg)에 있는 알브레히트 뒤러 게젤샤프트(Albrecht-Dürer-Gesellschaft, 1792), 함부르크 미술협회 (Kunstverein in Hamburg, 1817, 1822년 이후 공식 규정)와  칼스루에에 있는 바디쉐 쿤스트페라인(Badischer Kunstverein, 1818) 등이 있다. 19세기 초부터는 거의 모든 주요 독일 도시에서 미술을 위한 시민들의 자발적 참여로 이루어졌다. 얼마 후, 예술가의 대표단체로 미술가협회가 설립되는데 이것은 미술협회와 병행하여 많은 도시에서 이루어지게 된다. 

### 독일 미술협회 단체
베를린에 있는 독일 미술협회 단체(ADKV)는 독일의 미술협회의 관심사를 대표하고 공동 프로젝트를 장려한다. 대중 발표 및 현대 미술에 대한 안내에 중점을 둔 미술 협회는 ADKV의 회원이 될 수 있다.